# Du som fått en kristens namn
Du som fått en kristens namn är en kristen psalm. Texten är skriven av Samuel Ödmann.

## Publicerad i
- 1819 års psalmbok, som nummer 218 under rubriken "Helgelsen: Nådens ordning: Benådade kristnas frid, sällhet och åliggande".